# Psychobilly
A psychobilly egy könnyűzenei műfaj, amely legegyszerűbben a rockabilly és a punk rock keverékeként írható le.
A műfajra jellemző a horrorisztikus szövegvilág, a dalok gyakran szólnak a halálról, az erőszakról, a szexuális aberrációról és hasonló tabukról, bár e témákat a legtöbb esetben humorosan és a komolyságot teljesen mellőzve mutatják be. A modern rock zenében népszerű basszusgitár helyett általában a nagybőgő kap szerepet. A psychobilly a korai 80-as években Európában alakult ki, de az Egyesült Államokban a 90-es évekig ismeretlen maradt.

## Kialakulás
A psychobilly fejlődése három szakaszban történt. Az első hullám a 80-as évek elején Nagy-Britanniában zajlott, a második az évtized végén Európa többi részén (inkább Nyugat-Európa), amíg a harmadik hullám idején a 90-es évek végén tett nemzetközi népszerűségre a műfaj.

### Eredet

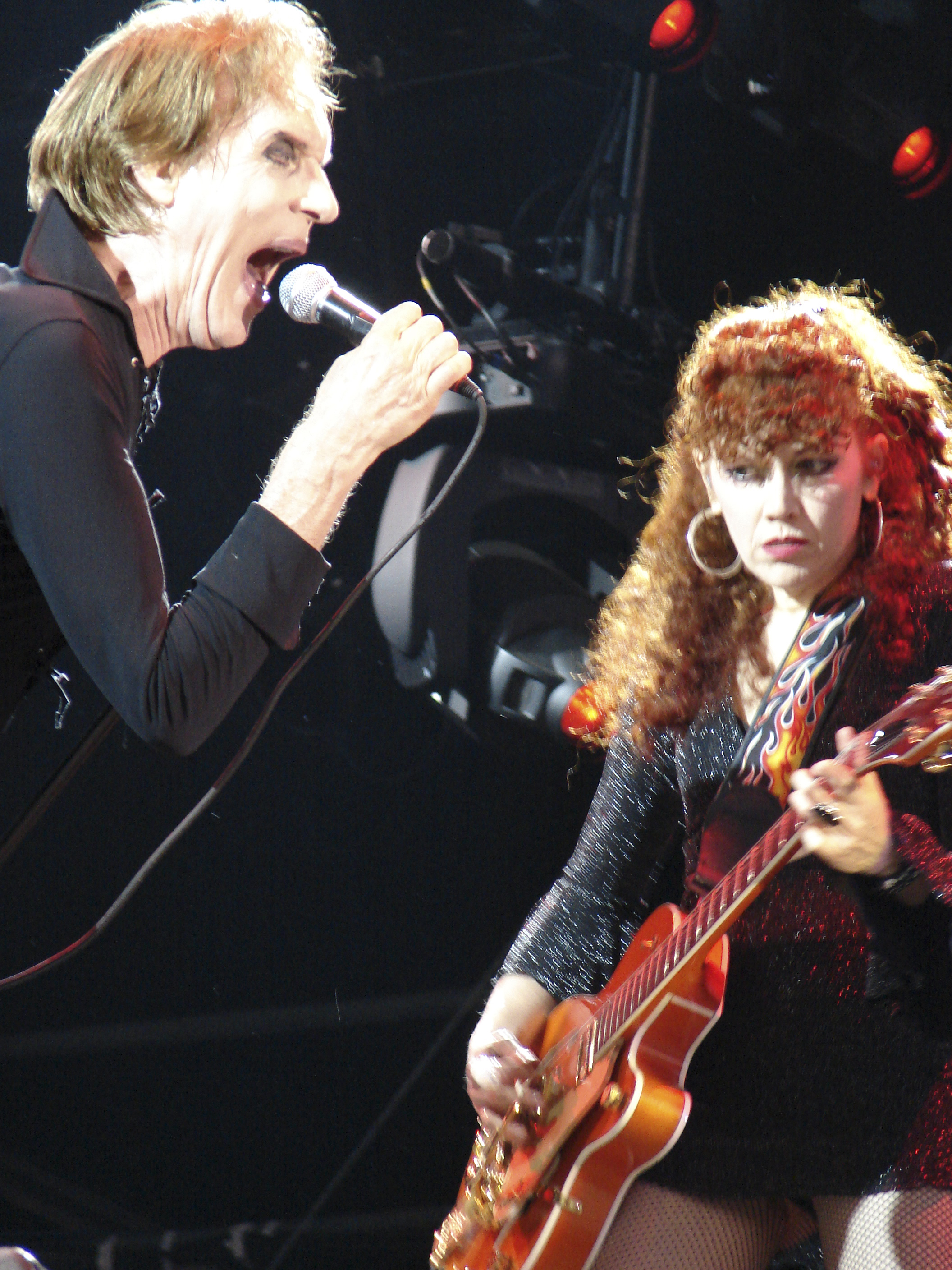
The Cramps

A psychobilly kialakulására leginkább a 70-es években alakult punk, rockabilly és garázs rock zenekarok voltak hatással. A psychobilly kifejezést Wayne Kemp használta először, amikor megírta a One Piece At A Time című számot Johnny Cashnek, amely 1976-ban slágert lett. Bár maga a szám nem tartozik zeneileg a psyhobillyhez, a dal egy psychobilly Cadillacről szól. A kifejezést pár év múlva kezdték használni mint egy műfaj megnevezését. A Cramps definiálta így a zenéjét, a koncertjeiket népszerűsítő plakáton gyakran szerepelt a psychobilly és a rockabilly voodoo felirat. Az együttes 1972-ben alakult a kaliforniai Sacramentóban, majd  1975-től New Yorkban működtek, ahol ekkoriban virágzott a punk szubkultúra. Habár a The Cramps nem tartja magát a psychobilly szubkultúra részének (állításuk szerint csak fel akarták lendíteni ezekkel a kifejezésekkel az üzletet), Screamin' Jay Hawkins és a Stray Cats mellett fontos előfutárai voltak a műfajnak. A The Cramps zenéje erősen táplálkozott az 50-es évek rockabilly muzsikájából, rengeteg számot feldolgoztak a korszakból. 1979-es albumuk, a Songs the Lord Taught Us jelentős befolyással volt a psychobilly műfaj kialakulására.

### Az első hullám Nagy-Britanniában

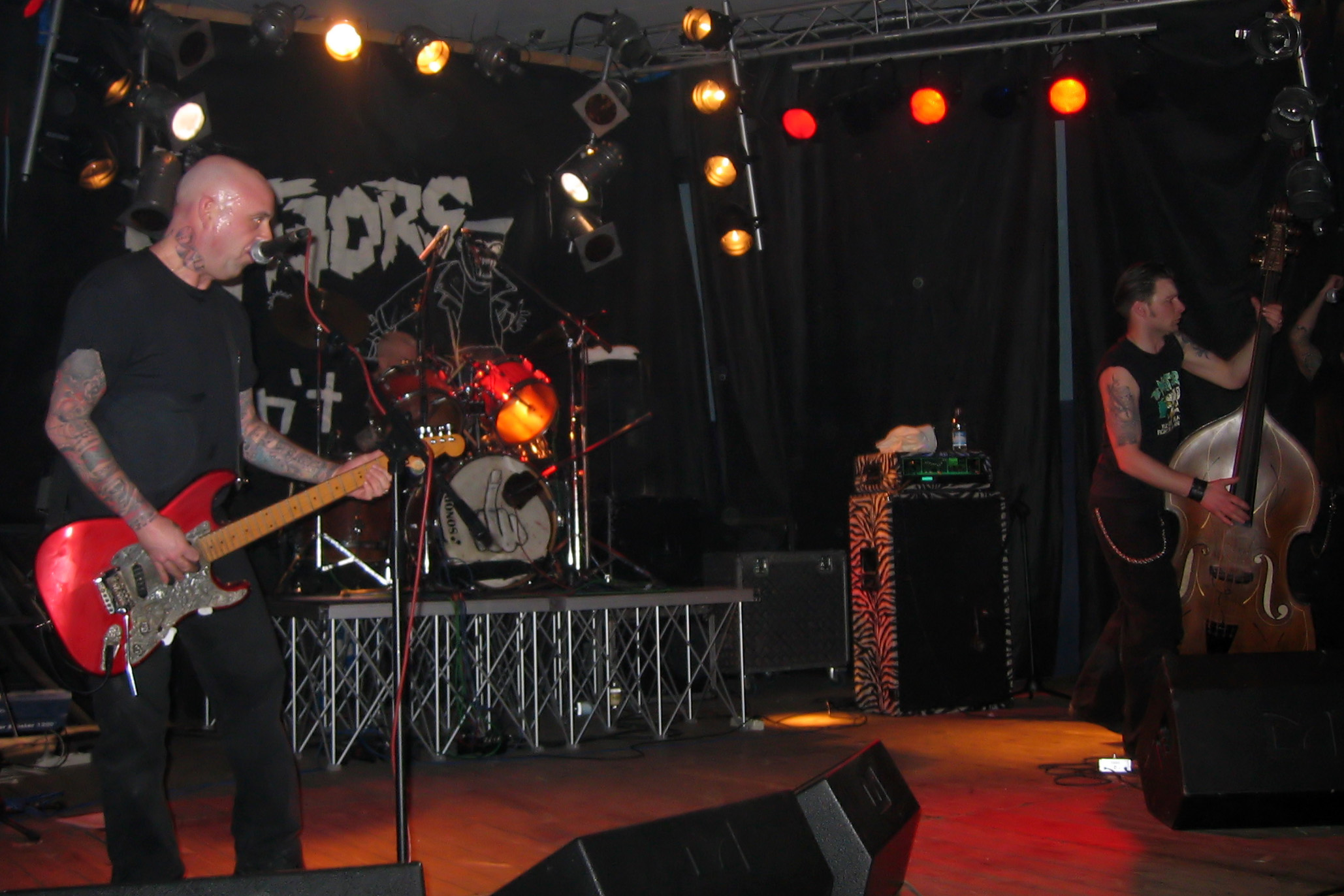
The Meteors. Az első psychobilly együttes.

Az 1979-ben alapított dél-londoni The Meteors tekinthető az első psychobilly együttesnek. Az első két albumuk (Heaven (1981) és a Wreckin' Crew (1983)) mérföldkőnek számít a műfaj korai szakaszában. Az együttes három tagja különféle stílusokat képviselt (punk, rockabilly, horrorfilm-rajongó), így alakultak ki a zenekar és a műfaj sajátosságai. A Meteors ötlete volt, hogy a psychobilly teljesen apolitikus legyen, így a koncertjeik ún. politikamentes övezetek, ahol a rajongók nem vitatkoznak a politikáról, mint az megszokott volt ekkoriban a punk szubkultúrában. A The Meteors rajongói (The Crazies néven is ismertek) találták ki a "wrecking" nevezetű táncot, amely a psychobilly szinonímájává vált az idők során és leginkább a pogo és a szabadfogású birkózás keverékeként írható le. A rövid életű bristoli Sharks (1983) számít a következő fontos pontnak Phantom Rockers albumukkal. A másik jelentősnek mondható brit együttes, a Guana Batz volt, akik 1983-ban alakultak Felthamben. Első albumuk, a Held Down to Vinyl at Last 1985-ben jelent meg. A Tiger Army frontembere, Nick 13 szerint a The Meteors első két albuma után ez a lemez volt a legnagyobb hatással a műfajra.
1982-ben megnyílt a Klubfoot nevű nightclub a nyugat-londoni Hammersmith-ben, amely rövid időn belül a brit psychobilly közösség otthonává vált. Johnny Bower (Guana Batz) szerint ez a klub volt a psychobilly közösség gyújtópontja, ahova mindenhonnan érkeztek emberek és a lemezkiadók (például Nervous) is itt tekintették meg az együtteseket. A klubot azóta már lebontották, helyére irodák és egy buszállomás épült. 1984-ben kiadtak egy élő válogatásalbumot, a Stomping at the Klub Foot-ot, amely bemutatja a klub közösségét és a zenekarokat, amelyek felléptek ott.

### Második hullám Európában

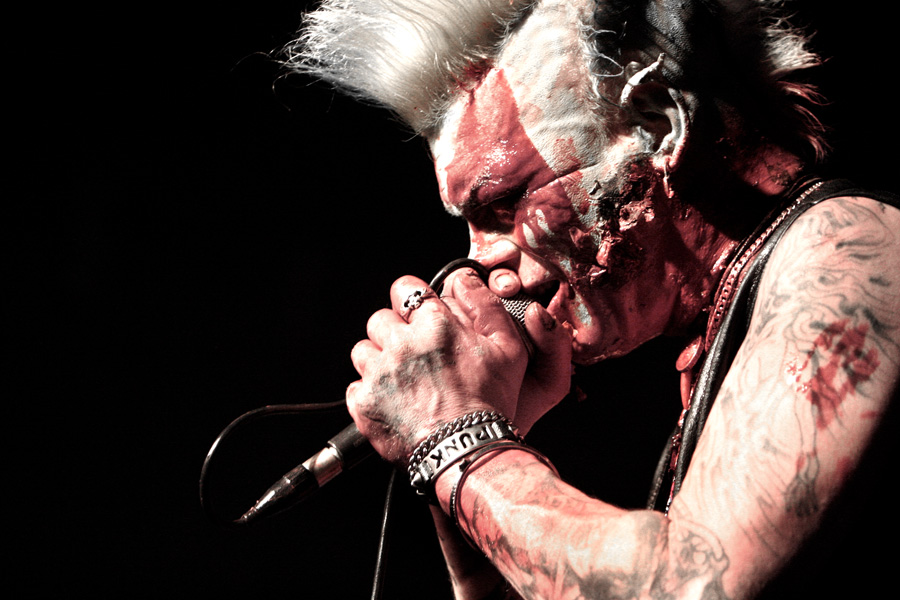
Sparky, a Demented Are Go énekese

A második hullám kezdete 1986-ra tehető, amikor megjelent a brit Demented Are Go zenekar In Sickness & In Health almbuma. A műfaj Európa más tájain is ismertté vált, sorra alakultak az új együttesek, például a 1987-ben a német Mad Sin, majd 1989-ben a dán Nekromantix, akiknek Curse of the Coffin albuma a korszak egyik jelképe lett az évek során. 1986-ban az első amerikai zenekar, a The Quakes is létrejött Buffalóban, akik a szerény otthoni sikerek miatt Londonba mentek, ahol kiadták első albumukat 1992-ben, a Voice of America -t. Fontos lépés volt a psychobilly fejlődésében a Rockabilly Psychosis and the Garage Disease válogatásalbum, amely a műfaj kapcsolatát próbálta érzékeltetni a rockabillyvel és a garázs rockkal.
A második vonalba tartozó zenekarok bővítették zenei repertoárjukat és a "minden jöhet" elv keretében különféle zenei elemekkel színesítették zenéjüket. A nagyobb kiadó (Nervous és Crazy Love) próbálták a műfajt népszerűsíteni, de az Egyesült Államokban még mindig szinte ismeretlennek számított a psychobilly ellentétben a többi európai szubkultúrával. 1985-ben megalakult a Reverend Horton Heat Dallas-ban, akik 1990-es albumukkal közelebbről is megismertették a műfajt az amerikai hallgatósággal. A zenekar erősen merített a The Cramps zeneiségéből. Két eredeti Cramps-tag, Lux Interior és Poison Ivy szerint stílusban és hangzásban a Reverend Horton Heat hasonlít legjobban a The Cramps-re a kései psychobilly/rockabilly zenekarok közül.

### A harmadik hullám

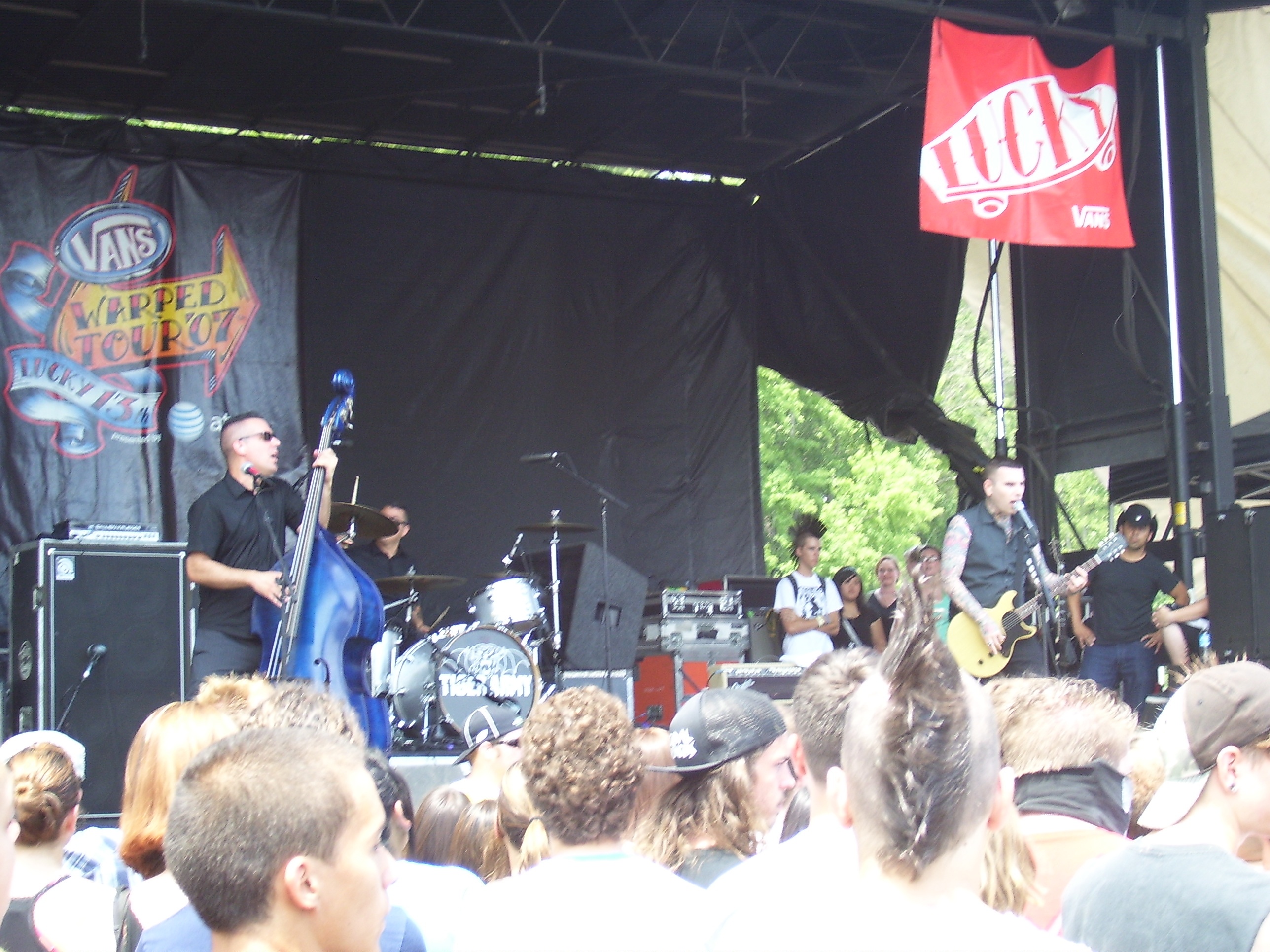
Tiger Army

A harmadik hullám még több zenei újítást hozott és kezdete a 90-es évek közepére tehető. Az előadók kísérleti jelleggel mindenféle műfajjal (hardcore, surf rock, ska, country stb.) keverték a psychobillyt. Ekkor vált népszerűvé az Egyesült Államokban is a műfaj, főleg Kalifornia, ahol a 70-es évek óta virágzott a punk rock. A területen népes latin-amerikai kisebbség él, akik tisztelik a korai rock and roll bálványokat és jelentős szerepet játszanak a műfajban (Misfits - horror punk, Social Distortion - country/rockabilly hatások) és a hozzá kapcsolódó hot rod- és motoros kultúrában. Az egyik legismertebb amerikai zenekar, a Tiger Army 1995-ben alakult és 1999-ben adták ki Tiger Army című albumukat. Közreműködésükkel sikerült a psychobilly helyét megszilárdítani az amerikai szubkultúrák között. A Los Angeles-i Hellcat Records, amelyet a Rancid punk együttes énekese, Tim Armstrong alapított, rengeteg amerikai és más nemzetiségű zenekar lemezét adta ki (Tiger Army, Devil's Brigade, The Rezurex, Horrorpops, Nekromantix stb.) a 2000-es évek elején. Guana Batz két tagja, Pip Hancox és Johnny Bower San Diegóban néha együtt játszik a Stray Cats dobosával, Slim Jim Phantommal a Guana Cats nevű produkció keretében.

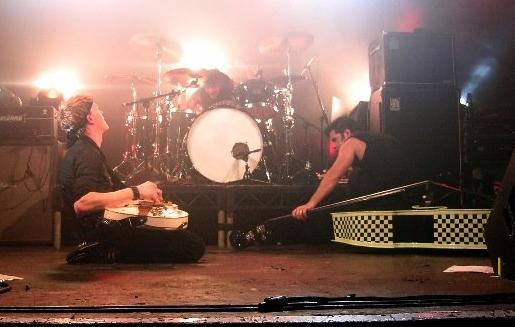
The Living End

Európában továbbra is élénk maradt a psychobilly közösség és új előadók is feltűntek. 1992-ben megalakult az amszterdami Asmodeus, ugyanebben az évben bukkant fel a francia Kryptonix és a következő évben a dániai Godless Wicked Creeps. Nagy-Britanniában újraalakult a Sharks, amely Recreational Killer albumával debütált. Más zenekarok is létrejöttek még a további évek során, 1994-ben Japánban a Battle of Ninjamanz és 1996-ban Brazíliában az Os Catalepticos. Az ausztrál The Living End 1994-ben alakult és 1998-ban hetekig a slágerlisták negyedik helyét birtokolták Second Solution/Prisoner of Society dupla kislemezükkel, amely az évtized legtöbb példányban eladott kislemeze lett az országban. Az együttes punkabillynek vallja magát, mivel számaikban nem jelennek meg horrorisztikus dolgok, zenéjük pedig tisztán a rockabilly és a punk rock keveréke.

## Stílus

### Zene
Zeneileg a psychobilly elsősorban két műfaj, a 70-es évekbeli punk rock és az 50-es évekbeli amerikai rockabilly keveréke. Sokan összetévesztik a rockabillyt és a psychobillyt, bár "rokonok", a hangzásuk és az állásfoglalásuk teljesen más. A psychobilly elődjének számító The Cramps zenéjének gyökere az amerikai blues, rhythm and blues és a hagyományos rock and roll műfajokban keresendő. A kritikusok szerint napjaink psychobillyje rengeteg más műfajjal keveredett. Az Alternative Press zenei magazin egyik munkatársa, Ryan Downey szerint a zene leginkább stílusok keveredéseként írható le: "A ritmikusan lüktető nagybőgő vezeti, a punk rock agresszívitásával hintázik, néha a speed metalhoz hasonlóan szemetel vagy hirtelen Hank Williams country énekes stílusát veszi fel.". Downey szerint komoly hatások érték a psychobillyt a hardcore, a ska és a street punk műfajok részéről is. Az heavy metal hatását az is jelzi, hogy a Nekromantix 1994-es albumát, a Brought Back to Life-ot Grammy-díjra jelölték a "A legjobb heavy metal album" kategóriában.

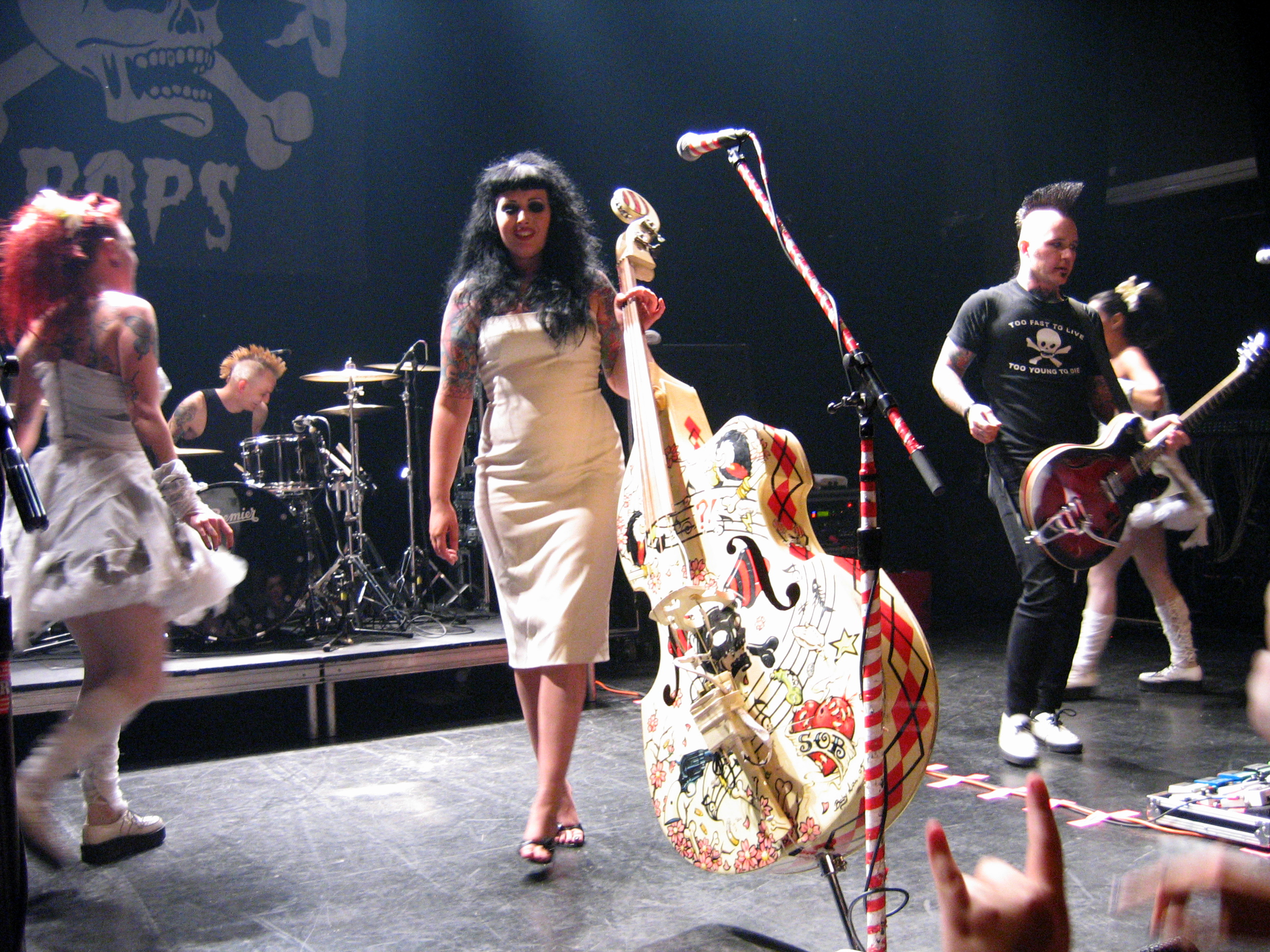
Horrorpops

A legtöbb együttes három tagból áll és a gitár/nagybőgő/dob felállásban játszanak. Általában a gitáros vagy a nagybőgős énekel, de bizonyos zenekarokban külön van egy énekes is. A nagybőgőn slap technikával játszanak, ami a húrok kihúzása ("tépése") majd visszacsapása a fogólapra és amely magas, valamint mély csattogó hangot idéz elő. A nagybőgőt gyakran látványosan dekorálják és a felállás középpontjába helyezik, ezzel is  fokozva az együttes vizuális megjelenését. Kim Nekroman, a Nekromantix nagybőgőse egy "koporsóbőgőt" használ, amelynek teste koporsó alakú, és a fején egy kereszt található. Nekroman maga készítette a hangszert egy gyerekkoporsóból, az új modelleknél javított az akusztikán, valamint a szállítás megkönnyítésének érdekében a bőgő összecsukható. A brazil Os Catalepticos is "koporsóbőgőt" használ. A Horrorpops nagybőgőse, Patricia Day egy gazdagon díszített nagybőgőn játszik, ezzel is utalva együttese feltűnő megjelenésére. Nem minden zenekar használ nagybőgőt, a The Cramps sokáig két gitárossal lépett fel, 1986-tól egy basszusgitáros bővült a felállás. Poison Ivy, az együttes gitárosa szerint ez az egyik fontos különbség a The Cramps és a psychobilly zenekarok között.
A műfaj politikamentes jellege a mai napig megmaradt. Kim Nekroman szerint a közösség különféle emberekből áll különféle véleményekkel, a psychobilly pedig a mókáról szól, a politika viszont nem mókás, így semmi köze sincs ehhez a műfajhoz.

### Külsőségek
A psychobilly külsőségekben is a punk és a rockabilly stílusok ötvözetének nevezhető. Jellemző az előreálló és oldalt teljesen felnyírt Elvis-frizura (quiff), a bőrdzseki, a creeper cipő és a leopárdminta. A lányok általában a pin-up lány stílust keverik a punk öltözködési szokásokkal (festett haj, leopárdminta, tetoválások stb.). Jellemző mindkét nemre a tetoválás (dobókocka, kártya, cseresznye, koponyák stb.).

## Psychobilly Magyarországon
Magyarországon a psychobilly a rockabillyhez hasonlóan szűk rétegzene maradt. Az 1980-as évek végén a Madách Gimnáziumban alakult ki az első magyar psychobilly társaság, amely manapság World Wide Wrecking Crew Hungary néven létezik. Az első magyar psychobilly koncert 1989. október 23-án lett megrendezve a Fekete Lyukban, a Csihar Attila vezette Maniacs (alkalmi zenekar volt) és francia Washington Dead Cats részvételével. A 90-es évek első felében a manapság trágár szövegeiről ismert Voodoo Allen elődzenekarai (pl. Délizászlós Kispárnák) próbálkoztak a műfajjal.  Az első magyar együttes, amely nemzetközi sikereket is elért, a Gorilla volt, és 1995-ben alakultak, de Magyarország ritkán koncerteztek. 2001-ben történő feloszlásukig nem igazán kísérleteztek mások ezzel a típusú zenével, a rövid életű Tremors zenekart leszámítva. 2003-ban a Psychorror a punkabilly vonalon indult el, 2004-ben a The Silver Shine megalakulásával kezdett újraéledni a színtér (köszönhetően a külföldi zenekarok egyre gyakoribb hazai fellépéseinek), ugyanebben az évben alakult a 2008-ban feloszló Burning Vampires is, amely a rockabillyhez állt közelebb zeneileg. 2006-ban újra aktív lett a Voodoo Allen, és a The Silver Shine énekese Ati Edge & The Shadowbirds néven egy mellékprojektet is indított, amely a psychobilly gyökereihez közelebb álló dallamokkal színesítette zenéjét. 2007-ben alakult a Los Tiki Torpedoes psychobilly-surf, amelynek dobosa 2009-ben megalapította a The Hellfreaks nevezetű zenekart (és ezzel az LTT meg is szűnt), a TSS és a Gorilla mellett ők is egyre ismertebbek külföldön. Ugyanebben az évben jött létre a műfajok keverését zászlajára tűző The Crooked és az új generációs psychobillyt művelő The Horibillies. A The Ködmöns 2010-ben alakult oldschool psychobilly (80-as, 90-es évek psychobillyjének zenei világát idéző) zenekar magyar nyelvű szövegekkel, az Outrage pedig a punkabilly világában alkot.

## Fordítás
Ez a szócikk részben vagy egészben  a   Psychobilly című angol Wikipédia-szócikk fordításán alapul.  Az eredeti cikk szerkesztőit annak laptörténete sorolja fel. Ez a jelzés csupán a megfogalmazás eredetét és a szerzői jogokat jelzi, nem szolgál a cikkben szereplő információk forrásmegjelöléseként.

## Külső hivatkozások
- Linkgyűjtemény
- Rockinboard Archiválva 2007. február 17-i dátummal a Wayback Machine-ben
- Wrecking Pit, a legnagyobb angol nyelvű psychobilly oldal
- Baltimore Psychobilly – Internet radio show featuring psychobilly music